# Batalla de Gerona (1808)
En la batalla de Gerona, el 20 y el 21 de junio de 1808, una división imperial francesa dirigida por Guillaume Philibert Duhesme intentó invadir una guarnición española comandada por los tenientes coroneles O'Donovan y O'Daly. El asalto francés falló y los atacantes se retiraron. Gerona se encuentra a medio camino entre la frontera franco-española y Barcelona en la Autovía A-7. La acción ocurrió durante la Guerra de la Independencia, parte de las guerras napoleónicas.

## Preliminares
Como parte de su plan para derrocar a la familia gobernante española, el emperador Napoleón I ordenó a sus soldados que tomaran Barcelona en febrero de 1808. La fortaleza de la ciudad fue ocupada con éxito, pero unas semanas después los españoles se rebelaron contra el dominio imperial francés. Duhesme y sus soldados pronto se encontraron en dificultades. Rodeado por la milicia catalana y las tropas regulares españolas, el general francés intentó capturar Gerona para abrir una línea de suministro segura desde Francia a Barcelona. Las fuerzas franco-italianas intentaron asaltar la ciudad, pero fueron rechazadas por la milicia de la ciudad y dos pequeños batallones de infantería regular irlandesa al servicio español. Duhesme volvió a Barcelona, pero volvió a preparar el Segundo Asedio de Gerona cinco semanas después.
Como parte de su plan para capturar a su aliado el Reino de España en un golpe militar, el emperador Napoleón ordenó que se capturaran varios puntos clave, entre ellos Barcelona, en febrero de 1808. El 29 de febrero, las tropas del General de División Giuseppe Lechi avanzaban por Barcelona. Lechi ordenó una revisión militar y, cuando sus soldados desfilaron por la puerta principal de la ciudadela, de repente viraron a la izquierda y corrieron hacia la fortaleza. Sin derramamiento de sangre, las tropas imperiales sacaron de las fortificaciones a la aturdida guarnición española y ocuparon el lugar. Entre otros lugares importantes, los franceses también se apoderaron de San Sebastián, Pamplona y Figueras. El 2 de mayo, los españoles se rebelaron contra los ocupantes franceses.
En el verano de 1808, un cuerpo francés de 12.710 hombres al mando de Guillaume Philibert Duhesme tenía su base en Barcelona. El general de división Joseph Chabran encabezó la 1ª división con 6,050 soldados en ocho batallones, mientras que Lechi comandó la 2ª división con 4,600 hombres en seis batallones. Los 1.700 hombres de caballería en nueve escuadrones estaban bajo los Generales de Brigada Bertrand Bessières y François Xavier de Schwarz. También hubo 360 artilleros.
Esta fuerza de tamaño modesto se encargaba de sofocar la insurrección en Cataluña, enviar ayuda al Mariscal Bon-Adrien Jeannot de Moncey en su intento de capturar Valencia, y mantener el control de Barcelona. En vista de la gravedad de la revuelta, estas órdenes fueron completamente irreales. Duhesme intentó cumplir con sus instrucciones enviando a Chabran y 3,000 soldados a unirse a Moncey y mandando a Schwarz con otra columna para apoderarse de Lérida. Schwarz salió de Barcelona el 4 de junio e inmediatamente tuvo problemas. En la primera de las batallas del Bruch enjambres de catalanes migueletes (milicia) evitó que sus soldados cruzaran el paso. Pidió ayuda y Duhesme desvió a Chabran para ayudarlo. Pero los dos generales no pudieron logar pasar el 15 de junio. Después de sufrir 400 bajas en la segunda batalla, los franceses, los italianos y los suizos se retiraron. La milicia catalana intentó oponerse a la fuerza de retirada de Chabran en las llanuras, pero allí fueron fácilmente dominados. Los franceses frustrados y sus aliados saquearon brutalmente cada pueblo en su ruta de regreso a Barcelona.

## Batalla
Alarmado por quedarse aislado, Duhesme decidió despejar su línea de comunicaciones con Francia. Mientras se dirigía al noreste hacia Gerona con una fuerza del tamaño de una división, se encontró con una gran fuerza de miqueletes en Mataró. Se estima que había 10,000 catalanes con tres o cuatro cañones. El 17 de junio, los 5,963 soldados imperiales y sus ocho piezas de artillería derrotaron fácilmente a los miqueletes. Las tropas imperiales celebraron su triunfo saqueando Mataró durante un día entero. Mientras las fuerzas franco-italianas continuaban su camino hacia Gerona, los miqueletes volvieron a ocupar la campiña y bloquearon todas las comunicaciones entre Duhesme y Barcelona.

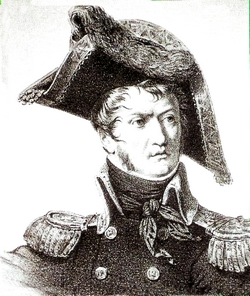
Guillaume Duhesme

En la expedición, la fuerza de Duhesme incluía a la brigada de 2.133 hombres del general de brigada Andrea Milossevich, la brigada de 2.163 miembros de Schwarz y 1.517 de caballería. Milossevich comandó los 2º Batallones de los Regimientos de Infantería de la 2ª y 5ª Línea de Italia y el 3º Batallón de la 4ª Infantería de la Línea de Italia. Schwarz dirigió los batallones 1º y 2º del 1.er Regimiento de Infantería de la Línea Napolitana y el 1.er Batallón de los  Velites  italianos. Había 409 soldados en el 3º Regimiento Coracero provisional, 416 sables en el 3º Regimiento de Cazadores a caballo, 504 soldados de caballería en el regimiento italiano de cazadores, y 388 hombres en el de Cazadores a caballo napolitano.
En 1808, el río Oñar dividía Gerona en dos partes: este y oeste. La parte más pequeña de la ciudad, llamada Mercadal, estaba entonces en la orilla oeste. Dado que el río no estaba protegido por ninguna defensa natural, los ingenieros militares le habían proporcionado cinco bastiones de tipo Vauban. El lado este de la ciudad que era el más extenso, estaba defendido por una hilera de fortalezas en una cresta, la más importante de las cuales era la ciudadela de Montjuich. La ciudad estaba rodeada por un alto muro de 20 pies (6 m) construido en la Edad Media.
Los franco-italianos llegaron frente a Gerona el 20 de junio. Después de que su demanda de rendición fuera rechazada Duhesme decidió atacar las defensas de la ciudad. Gerona fue defendida por 350 soldados regulares en dos batallones del Regimiento de infantería Ultonia. La unidad fue reclutada entre irlandeses y dirigida por los Tenientes Coroneles O'Donovan y O'Daly. Gerona también fue defendida por 1,600 milicianos de la ciudad y un puñado de artilleros, con un total de 2,000 defensores. Otra fuente afirma que la milicia de la ciudad pudiera haber sumado hasta 2,000.
Duhesme dirigió su ataque principal a la puerta del Carmen en la orilla este. La parte más débil de las defensas, esta puerta estaba ubicada en el lado sur. Un batallón fue enviado también contra el fuerte de los Capuchinos, mientras que otras tropas atacaron dos bastiones en la orilla oeste. El ataque principal comenzó mientras el ayudante de campo de Duhesme seguía negociando con los defensores. Las armas francesas fueron rápidamente derrotadas por la artillería de Gerona y el asalto falló.
El comandante francés lo intentó de nuevo esa noche, mandando a la brigada de Schwarz contra el bastión de Santa Clara en la orilla oeste. El ataque fue una sorpresa y los italianos lograron situarse sobre los muros. En la oscuridad, algunas de las escalas se desviaron, por lo que los atacantes no pudieron reforzar la zona conquistada con la suficiente rapidez. Un salvaje contraataque del Regimiento de "Ultonia" expulsó a los italionos. Por la mañana, Duhesme dirigió su tercer asalto contra uno de los bastiones. Pero esta carga se desvaneció ante el intenso fuego de los defensores alertas. En total, los franco-italianos sufrieron 700 muertos, heridos y desaparecidos. Las pérdidas españolas fueron descritas como ligeras.

## Resultado
Duhesme se retiró a Barcelona, dejando a Chabran y una brigada para sostener Mataró. Poco después, Duhesme atacó a una fuerza de miqueletes a lo largo del río Llobregat y los expulsó. Chabran intentó atraer a la milicia catalana a la batalla, pero no tuvo éxito. Finalmente, al darse cuenta de los problemas de Duhesme, Napoleón designó una nueva división bajo el mando del General de División Honoré Charles Reille para reforzarlo. Reille relevó a la guarnición del Castillo de Sant Ferran en Figueras. Después de reunir toda su división, Reille atacó el puerto de Rosas, pero fue rechazado por sus defensores y el navío de línea británico HMS Montagu (74), que llevó a sus marines para que apoyaran la defensa. Al enterarse de la división de refuerzos que le habían mandado, Duhesme se preparó para un nuevo intento en Gerona. La siguiente acción fue el Segundo Sitio de Gerona del 20 de julio al 16 de agosto, terminó con victoria española.
En mayo de 1809 se iniciaría un tercer Sitio de Gerona.